# 麥吉岩
75°54′S 142°59′W / 75.900°S 142.983°W
麥吉岩（英語：McGee Rock）是南極洲的岩石，位於瑪麗伯德地，處於聰齊赫山以南9公里，美國地質調查局根據測量和美國海軍拍攝的空中照片繪入地圖，現時由南極條約體系管理。